# Franz Sperr
Franz Sperr (* 12. Februar 1878 in Karlstadt; † 23. Januar 1945 in Berlin-Plötzensee) war ein deutscher Berufsoffizier, Gesandter der bayerischen Regierung in Berlin und schließlich der Kern einer bürgerlichen Widerstandsgruppe gegen die Nationalsozialisten.

## Leben
Franz Sperr war Sohn eines Ingenieurs der Königlich Bayerischen Staats-Eisenbahnen. Da der Arbeitsort seines Vaters oft wechselte, besuchte er unter anderem die Gymnasien in Kempten (heute Carl-von-Linde-Gymnasium Kempten) und Neu-Ulm. Nach dem Abitur 1897 trat er als Zweijährig-Freiwilliger in das 12. Infanterie-Regiment „Prinz Arnulf“ der Bayerischen Armee ein. 1899 wurde Sperr Leutnant und als solcher 1903 Adjutant des Bezirkskommandos Passau. Von 1906 bis 1909 absolvierte Sperr die Kriegsakademie, die ihm die Qualifikation für den Generalstab aussprach.
Im Ersten Weltkrieg hatte Sperr zunächst als Hauptmann, später als Major verschiedene Generalstabsverwendungen. 1916 entsandte man ihn nach Berlin und beauftragte ihn dort mit der Führung der Geschäfte des Militärbevollmächtigten im Bundesrat. Nach Kriegsende wurde er 1919 zur Disposition gestellt. Sperr war dann bis 1934 als Beamter und letzter bayerischer Gesandter in der Weimarer Republik bei der Berliner Gesandtschaft Bayerns tätig. Als überzeugter Gegner des Nationalsozialismus und aus seinem föderalistischen Verfassungsverständnis heraus legte er am 20. Juni 1934 wegen der Zerschlagung des föderalen Systems durch die Nationalsozialisten sein Amt nieder, schied auf eigenen Wunsch aus dem Staatsdienst aus, wurde in München Unternehmer und ging in den Widerstand.
Er unterhielt weiter Kontakt zu Kronprinz Rupprecht von Bayern und nutzte seine Verbindungen aus seiner aktiven Militär- und Gesandtenzeit. In den folgenden Jahren scharte er einen kleinen Kreis Oppositioneller um sich, die die Ablösung der Nationalsozialisten und die Wiedereinführung der Monarchie in Bayern anstrebten. Zum  Sperr-Kreis gehörten vor allem die früheren bayerischen beziehungsweise Reichsminister Otto Geßler, Anton Fehr und Eduard Hamm, aber auch Bankiers und Geschäftsleute wie Kurt Schmitt, ab 1937 Präsident der Münchener Rückversicherungsgesellschaft. Da Sperr keine realistische Möglichkeit eines Sturzes Hitlers sah, überlegte er zusammen mit Exilkreisen in der Schweiz, Bayern während des Vormarsches der Alliierten in Frankreich mit militärischen und polizeilichen Mitteln aus dem Dritten Reich auszugliedern.
Über die Jesuitenpatres Alfred Delp und Augustin Josef Rösch knüpfte er im Winter 1942 Kontakte zum Kreisauer Kreis und wurde unter anderem Helmuth James Graf von Moltke vorgestellt. Im Juni 1944 fand ein Treffen mit Oberst i. G. Claus Schenk Graf von Stauffenberg statt, bei dem Sperr die Idee eines Anschlags skeptisch bewertete. Wegen Mitwisserschaft am Attentat vom 20. Juli 1944 und dessen Nichtanzeige wurde er am 28. Juli 1944 verhaftet, am 11. Januar 1945 vom Volksgerichtshof unter dem Vorsitz von Roland Freisler zum Tode verurteilt und am 23. Januar 1945 in Plötzensee erhängt.

## Ehrungen
- Gedenktafel in der Kirche St. Georg in München-Bogenhausen (seit 1946)
- Franz-Sperr-Weg in München-Feldmoching (seit 1947)[2]
- Gedenktafel im Foyer der Vertretung des Freistaates Bayern in Berlin (seit 2004), seit 1998 ist ein Besprechungszimmer nach ihm benannt.
- Festakt zum Gedenken an Sperr in der Bayerischen Staatskanzlei in München (am 22. Januar 2005). Beteiligt war auch ein Streichquartett mit Schülern des Carl-von-Linde-Gymnasiums Kempten.
- Gedenktafel an seinem Geburtshaus in Karlstadt.
- Bronzetafel in der Aula des Carl-von-Linde-Gymnasiums Kempten (seit dem 23. Januar 2007), die an Franz Sperr und an Korvettenkapitän  Alfred Kranzfelder (1908–1944) als Widerstandskämpfer erinnert.
- Die katholische Kirche nahm Franz Sperr im Jahr 1999 in das deutsche Martyrologium des 20. Jahrhunderts auf.